# Coelogyne calcicola
Coelogyne calcicola é uma espécie de orquídea (Orchidaceae) do Sudeste Asiático.